# 心と体
「心と体」（こころとからだ）は、SILVAの6枚目のシングル。2000年6月14日発売。

## 収録曲
1. 心と体
  - 作詞・作曲：SILVA 編曲：鈴木俊介

日本テレビ系「M-mania」テーマ曲
2. For lovers
  - 作詞：SILVA 作曲・編曲：鈴木俊介
3. 心と体（Instrumental）
4. For lovers（Instrumental）

| スタブアイコン | サブスタブ | この項目は、まだ閲覧者の調べものの参照としては役立たない、シングルに関連した書きかけの項目です。この項目を加筆・訂正などしてくださる協力者を求めています（P:音楽/PJ:楽曲）。 |